# Spring Hill (Kansas)
Spring Hill è un comune degli Stati Uniti d'America, situato nello Stato del Kansas, diviso tra la contea di Johnson e la contea di Miami.